# Vargha Kálmán (irodalomtörténész)
Vargha Kálmán (Budapest, 1925. január 21. – Budapest, 1988. szeptember 14.) irodalomtörténész, kritikus, bibliográfus, az irodalomtudomány kandidátusa (1967).

## Életpályája
1952-ben szerzett diplomát az Eötvös Loránd Tudományegyetem magyar–német–könyvtár szakán, ahol ezt követően tanársegédként, majd adjunktusként dolgozott. 1949-1952 a Magyar Irodalomtörténeti Társaság tisztviselője. 1956-tól 1985-ig, nyugdíjba vonulásáig az MTA Irodalomtudományi Intézetének munkatársa, a Bibliográfiai Osztály vezetője volt. 1953-59-ben az Irodalomtörténet segédszerkesztője. Főszerkesztője volt A magyar irodalomtörténet bibliográfiája című sorozatnak. Pályakezdő tanulmányaiban, bírálataiban, amelyek az Újhold mellett a Diáriumban, a Sorsunkban, a Tiszatájban és a Vigiliában jelentek meg, ott érezni Rónay György tudatosan vállalt példamutatását.
Az Irodalomtudományi Intézetben fejezte be a Móricz Zsigmond és az irodalom (1962) című művét, amelyért 1967-ben kandidátusi fokozatot kapott, és azt az írói portrét (1967), amely az Arcok és vallomások sorozatban látott napvilágot. Ezzel párhuzamosan kapcsolatot tartott a szépirodalmi könyvkiadással, és antológiákat, szöveggyűjteményeket állított össze. 1964-től megint jelentkezett kritikákkal, majd Albert Zsuzsával és Rónay Györggyel jelen volt egy azóta országosan népszerűvé vált műfaj, az egy-egy műalkotást elemző-kommentáló Miért szép? (előbb rádiós, majd utóbb kiadói) sorozat megszületésénél, kibontakoztatásánál. Ez az irodalmi kalandozás visszahatott irodalomtörténet-írói munkásságára is. Juhász Gyuláról írt kismonográfiája (1968), majd Gelléri Andor Endrét (1973) és Berda Józsefet (1982) bemutató kötetei az élet és az alkotások kölcsönhatásának a megmutatásával mutatják be az írókat. De a szélesebb irodalomtörténeti folyamatokra kitekintő, huszadik századunk prózaíróit elemző tanulmánykötete, az Álom, szecesszió, valóság (1973) is a művek mély ismeretét tükrözik. További kutatásaiban , Tömörkény Istvánnal, Móra Ferenccel, Zilahy Károllyal és Török Gyulával foglalkozott.

## Főbb művei
- Móricz Zsigmond és az irodalom, tanulmány (1962)
- Móricz Zsigmond alkotásai és vallomásai tükrében (Budapest, 1967)
- Juhász Gyula, kismonográfia, (Budapest, 1968)
- Miért szép? A világirodalom modern verseiből, szerkesztő (Rónay Györggyel) (1970)
- Álom, szecesszió, valóság. Tanulmányok a huszadik századi magyar prózaírókról (Budapest, 1973)
- Berda József alkotásai és vallomásai tükrében, (Budapest, 1982)[Mj. 1]
- Gelléri Andor Endre alkotásai és vallomásai tükrében (1973)
- Gelléri Andor Endre kismonográfia (Budapest, 1986)
- Rónay György: A hajós hazatérése, (Rónay György válogatott versei, válogatta, szerkesztette, életrajzot írta: Vargha Kálmán, 1986)
- Csáth Géza válogatott művei (válogatta, szerkesztette, Budapest, 1987, posztumusz megjelenés: Korok és pillanatok, 1995)